# Лысенко, Михаил Григорьевич
Михаи́л Григо́рьевич Лы́сенко (укр.  Михайло Григорович Лисенко; 1906—1972) — советский скульптор и педагог. Народный художник СССР (1963)

## Биография
Михаил Лысенко родился 12 октября (29 сентября) 1906 года в селе Шпилёвка (ныне Сумского района Сумской области Украины) в крестьянской семье.
Инвалид детства — вследствие туберкулёза костей имел горб на спине, после перелома ноги кости срослись неправильно, нога не сгибалась в колене и была короче другой на 12 см.
В начале 1920-х годов жил и учился в Сумах.
В 1931 году окончил Харьковский художественный институт (ныне Харьковская государственная академия дизайна и искусств), учился у Л. А. Блох и И. В. Северы.
В 1938—1941 и 1944 годах преподавал в Харьковском художественном институте, в 1945—1950 — в Академии архитектуры Украинской ССР (Киев), с 1944 — в Киевском художественном институте (ныне Национальная академия изобразительного искусства и архитектуры) на кафедре скульптуры (1944—1971), заведующий кафедрой (1946—1960). В 1960—1971 годах руководил учебно-творческой мастерской скульптуры Академии художеств.
В 1947 году создал две скульптурные группы на Холме Славы во Львове и получил ученую степень профессора.
С 1970 года — действительный член Академии художеств СССР.
В 1948 году вступил в ряды КПСС.
Михаил Григорьевич Лысенко умер в Киеве 8 мая 1972 года, после тяжелой поездки в Туркмению. Похоронен на Байковом кладбище.

## Награды и звания
- Заслуженный деятель искусств Украинской ССР (1943)
- Народный художник Украинской ССР (1960)
- Народный художник СССР (1963)
- Орден Ленина (1971)
- Орден Трудового Красного Знамени (1948)
- Медаль «За доблестный труд в Великой Отечественной войне 1941—1945 гг.»
- Медаль «В ознаменование 100-летия со дня рождения Владимира Ильича Ленина»

## Избранные работы
- Памятник Н. Щорсу (1954)
- Памятник И. Франко (1959)
- Памятник Н. Лысенко (1962)
- Памятник А. Пушкину (1962)
- Памятник В. Ленину в Запорожье (1964, демонтирован 17 марта 2016 года)
- Памятник Х. Фролову (1967)
- Памятник В. Затонскому (1969)
- Памятник С. Ковпаку (1971)
- Памятник «Советским гражданам и военнопленным солдатам и офицерам Советской Армии, расстрелянным немецкими фашистами в Бабьем Яру» (1976)

## Память
- В 1974 году на киностудии им. А. Довженко был создан документальный фильм «Память человеческая» о жизни и творческом пути М. Лысенко.
- Именем скульптора был назван теплоход.
- К 80-летию со дня рождения М. Лысенко на доме в Киеве по адресу Большая Житомирская ул . 8/14, где он жил, была открыта мемориальная доска, автором которой являлся его сын.
- В 2006 году на Украине была выпущена юбилейная монета «Михаил Лысенко»[3], номиналом 2 гривны.